# Aglossochloris
Aglossochloris is een geslacht van vlinders van de familie spanners (Geometridae), uit de onderfamilie Geometrinae.

## Soorten
- A. albosagittata Ebert, 1965
- A. correspondens Alphéraky, 1883
- A. crucigerata Christoph, 1887
- A. fulminaria Lederer, 1870
- A. hammeri Ebert, 1965
- A. hazara Ebert, 1965
- A. mabillei Thierry-Mieg, 1893
- A. radiata Walker, 1863
- A. recta Brandt, 1941